# Sylhet (divisão)
Sylhet é uma das divisões do Bangladexe, sua capital é a cidade de Sylhet.

## Geografa
Sylhet fica a nordeste de Bangladesh faznedo fronteira com os estados indianos de Meghalaya, Assam e Tripura ao norte, leste e sul, respectivamente, e pelas divisões internas de Chittagong ao sudoeste e Dhaka e Mymensingh a oeste.

## Historia
Historicamente, toda a região de Sylhet era um único distrito, como parte da Província de Assam na India. Em 1947, um referendo foi realizado no distrito de Sylhet, votando a favor da sucessão para o Paquistão.
Após a independência de Bangladesh em 1971, Sylhet tornou-se parte do país recém-formado. Em 1984, as quatro subdivisões do distrito de Sylhet foram transformadas em distritos como parte do programa de descentralização do governo. Os quatro distritos permaneceram na Divisão de Chittagong até o ano de 1995, quando formaram a formação atual de Sylhet.

## Distritos
1. Habiganj
2. Maulvi Bazar
3. Sunamganj
4. Sylhet